# Apoloniusz Kędzierski

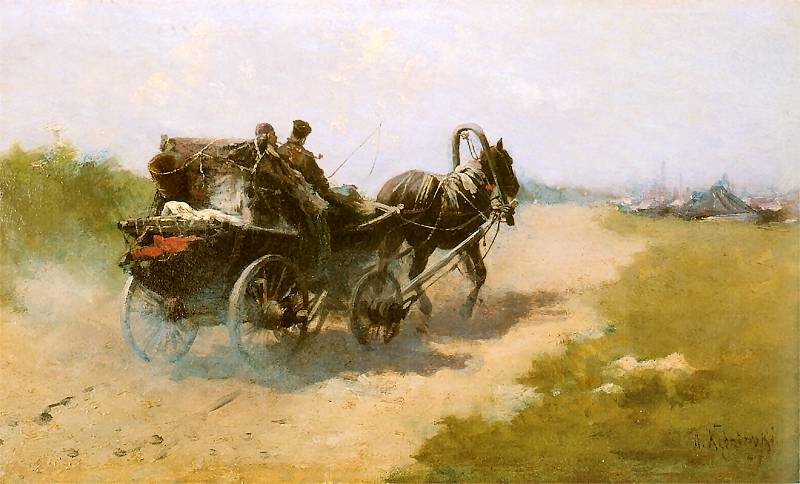
Wózek tatarski,
olej na płótnie, 1883

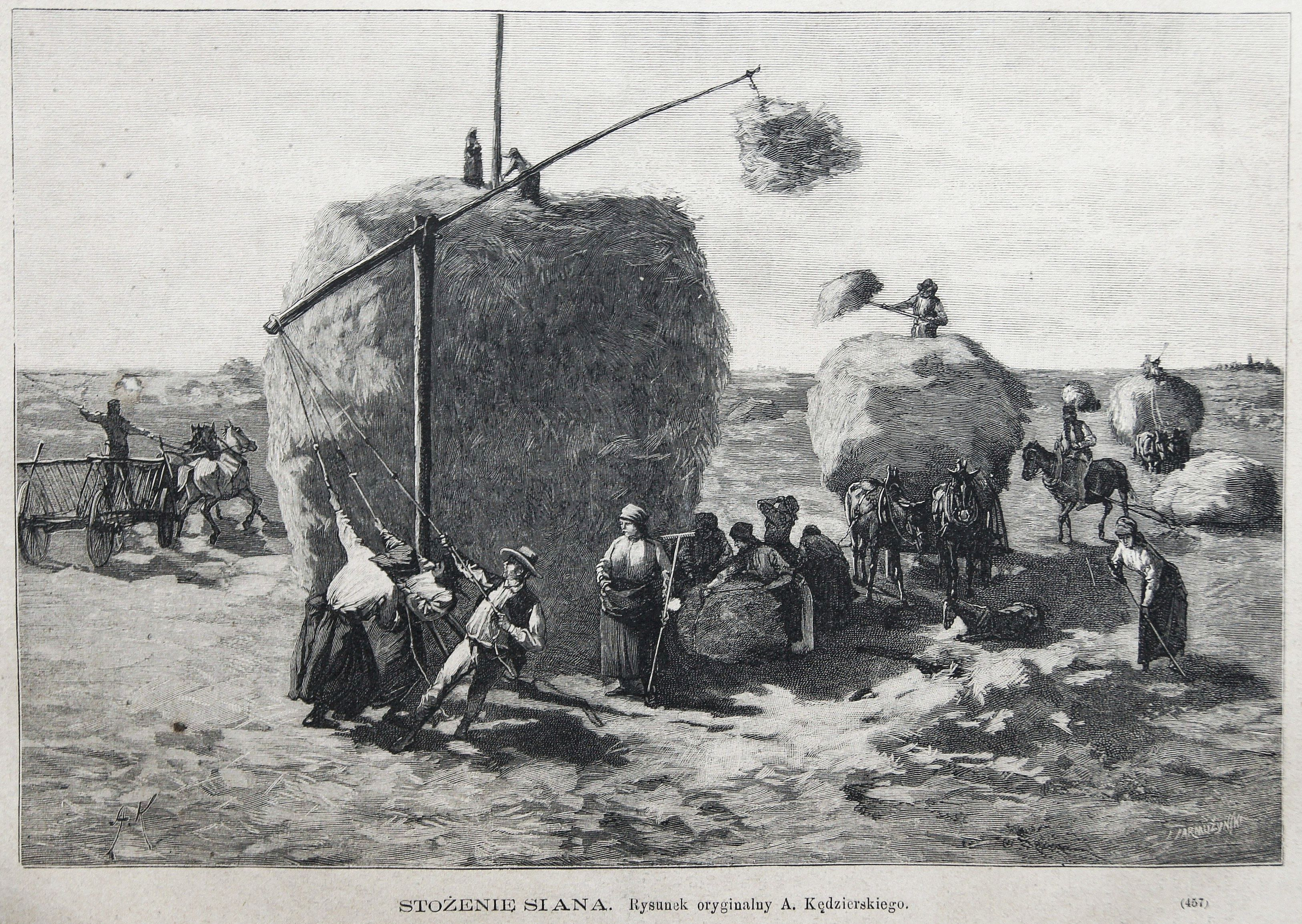
Stożenie siana,
drzeworyt J. Jarmużyńskiego wg rysunku Apoloniusza Kędzierskiego, 1884

Apoloniusz Kędzierski (ur. 1 lipca 1861 w Suchedniowie, zm. 21 września 1939 w Warszawie) – polski malarz akwarelista, rysownik, ilustrator, dekorator. 

## Życiorys
Urodził się 1 lipca 1861 w Suchedniowie, w rodzinie Feliksa (zm. 1878) i Marii Magdaleny Kucharowskiej (1840–1914). Ukończył gimnazjum w Radomiu, po czym rozpoczął studia malarskie u Józefa Brandta. Później kształcił się u Wojciecha Gersona. W latach 1885–1888 studiował w Akademii Sztuk Pięknych w Monachium u Nikolausa Gysisa. W 1886 wyjechał na studia do Wiednia. Od 1892 mieszkał na stałe w Warszawie. Był członkiem honorowym Towarzystwa Zachęty Sztuk Pięknych, członkiem Towarzystwa Artystów Polskich „Sztuka” w Krakowie, członkiem Rady Artystycznej zarząd m. st. Warszawy.
Swoje prace wystawiał w warszawskich galeriach: Zachęcie i Instytucie Propagandy Sztuki oraz w kraju i za granicą.
Ważniejsze dzieła: „Przesiewanie”, „Polesie”, „Dyliżans pocztowy”, „Rybacy”, „Inspekty”, „Zwijanie partu”, „Zwózka drzewa”, „Wiejski astronom”, „W ogrodzie warzywnym”, „Dziewczyna z dzbanem”, „Jezioro lidzbarskie”.
Zajmował się także ilustratorstwem, jako rysownik współpracował z „Tygodnikiem Ilustrowanym”, „Tygodnikiem Powszechnym” i „Kłosami”. Wykonał też ilustracje do wielu książek, m.in. Grzechów dzieciństwa B. Prusa i Chłopów W. Reymonta.
Od 1 lutego 1902 był mężem Stanisławy Fijałkowskiej.
Zmarł śmiercią naturalną 21 września 1939 w oblężonej Warszawie, spoczął na cmentarzu Powązkowskim (kwatera 301-4-15).

## Ordery i odznaczenia
- Krzyż Komandorski Orderu Odrodzenia Polski (11 listopada 1937)[4]
- Krzyż Oficerski Orderu Odrodzenia Polski (2 maja 1923)[5]

## Upamiętnienie
Apoloniusz Kędzierski jest patronem ulic w Radomiu i Warszawie.